# 锡顿谷
锡顿谷（Seaton Valley），是英格兰诺森伯兰郡的一個民政教區，2001年人口15,049人。該地位於泰恩河畔纽卡斯尔都市联合区东北偏北。